# مرحوم (سیدی بلعباس)
مرحوم (به عربی: مرحوم) یک شهرداری در الجزایر است که در استان سیدی بلعباس واقع شده‌است.